# Encyrtoscelio mirissimus
Encyrtoscelio mirissimus är en stekelart som beskrevs av Alan Parkhurst Dodd 1914. Encyrtoscelio mirissimus ingår i släktet Encyrtoscelio och familjen Scelionidae. Inga underarter finns listade i Catalogue of Life.